# The Crossings (Florida)
The Crossings es un lugar designado por el censo ubicado en el condado de Miami-Dade en el estado estadounidense de Florida. En el Censo de 2010 tenía una población de 22.758 habitantes y una densidad poblacional de 2.440,13 personas por km².

## Geografía
The Crossings se encuentra ubicado en las coordenadas 25°40′14″N 80°24′3″O / 25.67056, -80.40083. Según la Oficina del Censo de los Estados Unidos, The Crossings tiene una superficie total de 9.33 km², de la cual 8.96 km² corresponden a tierra firme y (3.89%) 0.36 km² es agua.

## Demografía
Según el censo de 2010, había 22.758 personas residiendo en The Crossings. La densidad de población era de 2.440,13 hab./km². De los 22.758 habitantes, The Crossings estaba compuesto por el 88% blancos, el 4.65% eran afroamericanos, el 0.15% eran amerindios, el 2.54% eran asiáticos, el 0% eran isleños del Pacífico, el 2.22% eran de otras razas y el 2.43% pertenecían a dos o más razas. Del total de la población el 69.44% eran hispanos o latinos de cualquier raza.